# Mount Vernon (Washington)
Mount Vernon je grad u američkoj saveznoj državi Washington. Prema popisu stanovništva iz 2010. u njemu je živjelo 31.743 stanovnika.